# 李易祥
李易祥（1972年5月2日—），原名李强，河南郑州人，中国大陆男演员，1996年毕业于北京电影学院924级表演系。与黄晓明、冯远征、张涵予以及邓超被誉为“华谊五虎将”。

## 作品

### 电影
- 《彩票也疯狂》 饰 大伟
- 贺岁电影《戏剧之王》又名:《钻石王老五》
- 2002年《一见钟情》 饰 郑 楷
- 2003年《盲井》 饰 宋金明
- 2003年《净土》 饰 成业
- 2005年《鸡犬不宁》 饰 马三
- 2007年《我叫刘跃进》饰 刘跃进
- 2008年《水浒人物谱之顾大嫂》饰 老和
- 2008年《老五的奥斯卡》 饰 老五
- 2008年《业主奏鸣曲》 饰 吴智勇
- 2008年《无形杀》 饰 程涛

### 短片
- 2001年《车四十四》 饰  劫匪
- 2002年《百花深处》 饰 强子

### 电视剧
- 2003年《征服》 饰 金宝
- 2004年《军人机密》 饰 贺解放
- 2007年《遍地英雄》 饰 朱长青
- 2008年《非常刑警之香水》 饰 苏岩
- 2008年《无处藏身》 饰 杨兵
- 2008年《天伦劫》 饰 黄金水
- 2009年《梦想光荣》
- 2009年《神话》饰 刘邦
- 2018年《古劍奇譚2》 飾 明川

### 话剧
- 《雷雨》饰 鲁贵
- 《千秋家国梦》饰 鲁迅

## 荣誉
- 2004 第2届曼谷国际电影节最佳男主角 《盲井》
- 2007 第14届北京大学生电影节最佳男演员 《鸡犬不宁》[1]
- 2007 第26届中国电影金鸡奖最佳男主角提名 《鸡犬不宁》